# Kononenko
Kononenko (en rus: Кононенко) és un poble (un khútor) de l'óblast d'Astracan, a Rússia, segons el cens del 2010 tenia vuit habitants.